# Ancelle guadalupane di Cristo Sacerdote
Le Ancelle Guadalupane di Cristo Sacerdote (in spagnolo Siervas Guadalupanas de Cristo Sacerdote; sigla S.G.C.S.) sono un istituto religioso femminile di diritto pontificio.

## Storia
La congregazione fu fondata il 26 luglio 1961 presso il santuario de la Quinta Aparición de Nuestra Señora de Guadalupe di Santa María Tulpetlac da María de Jesús Guízar Barragán, in religione Maria di Gesù dell'Amore Misericordioso.

## Attività e diffusione
Le suore si dedicano al servizio ai sacerdoti anziani e malati e collaborano con il clero in parrocchie, vescovadi, nunziature ecc. 
Oltre che in Messico, sono presenti in Belgio, Italia, Spagna, Svizzera, Uganda, Trinidad e Tobago; la sede generalizia è a Tulpetlac.
Alla fine del 2015 l'istituto contava 151 religiose in 33 case.